# Veljača
Veljača (lat. februarius) drugi je mjesec godine po gregorijanskom kalendaru. Ima 28 dana, a u prijestupnim godinama 29.

## Etimologija riječi
Nije sigurno podrijetlo naziva ovog mjeseca, no pretpostavlja se da označava sve duže dane koji tako postaju veći - „velji.“ Stariji hrvatski nazivi za ovaj mjesec u pojedinim krajevima bili su: svečen (vjerojatno prema blagdanu Svijećnici, 2. veljače), veljak, svičan.
Latinsko ime mjeseca dolazi iz grčkog (Φεβρουαριος), i latinskog (februarius). Prvobitno značenje mu je bilo posvećeno očišćenju, u kojem su se obavljala žrtvovanja za očišćenje od grijeha. Veljača i siječanj su posljednja dva dodana mjeseca, te ih nema u Rimskom kalendaru jer su u starom Rimu smatrali da je zima bez mjesečnih perioda (bio je posljednji mjesec u godini).

## Vanjske poveznice

### Sestrinski projekti
|  | Zajednički poslužitelj ima stranicu o temi Prikazi mjeseca    |
|  | Zajednički poslužitelj ima još gradiva o temi Prikazi mjeseca |
|  | Wječnik ima rječničku natuknicu veljača                       |

### Wiki rječnik
- Imena u raznim jezicima: wiki rječnik (engl.)